# Sonoya Mizuno
Sonoya Mizuno, född 1 juli 1986 i Tokyo, är en japansk-brittisk skådespelare, fotomodell och balettdansare. Hon är bland annat känd för sin medverkan i Alex Garlands filmer Ex Machina, Annihilation och Devs samt för biroller i La La Land, Skönheten och odjuret och Crazy Rich Asians. Hon medverkar även i Netflixserien Maniac och HBO-serien House of the Dragon.

## Biografi
Mizuno föddes i Tokyo men växte upp med sin argentinsk-brittiska mamma och sin japanska pappa i Somerset i England. Hon studerade vid Royal Ballet School och dansade vid flera balettkompanier, bland dessa baletten vid Semperoper i Dresden, Ballet Ireland, New English Ballet Theatre och Scottish Ballet.
Vid 20 års ålder blev hon även professionell fotomodell hos Profile Models i London och har bland annat arbetat för Chanel, Alexander McQueen, Saint Laurent och Louis Vuitton.  År 2014 dansade hon i Arthur Pitas dansteaterverk The World's Greatest Show vid Greenwich Dance och Royal Opera. Samma år gjorde hon sin filmdebut i Alex Garlands science fiction-thriller Ex Machina. 
2016 gjorde hon birollen som Mias rumskompis Caitlin i La La Land. Andra större biroller var i Skönheten och odjuret och Crazy Rich Asians.